# Liste der Biografien/Schneider, S
Liste der Biografien |
Portal Biografien |
S Personensuche
# |
A |
B |
C |
D |
E |
F |
G |
H |
I |
J |
K |
L |
M |
N |
O |
P |
Q |
R |
S |
T |
U |
V |
W |
X |
Y |
Z |
?
 
Sa |
Sb |
Sc |
Sd |
Se |
Sf |
Sg |
Sh |
Si |
Sj |
Sk |
Sl |
Sm |
Sn |
So |
Sp |
Sq |
Sr |
Ss |
St |
Su |
Sv |
Sw |
Sy |
Sz
 
Sca–Sce |
Sch |
Sci–Scz
 
Scha |
Schc |
Schd |
Sche |
Schg |
Schi |
Schj |
Schk |
Schl |
Schm |
Schn |
Scho |
Schp |
Schr |
Schs |
Scht |
Schu |
Schv |
Schw |
Schy
 
Schna |
Schne |
Schni |
Schno |
Schnu |
Schny
 
Schneb |
Schnec |
Schned |
Schnee |
Schneg |
Schneh |
Schnei |
Schnek |
Schnel |
Schnep |
Schner |
Schnet |
Schneu |
Schnew |
Schney |
Schnez
 
Schneib |
Schneic |
Schneid |
Schneie |
Schneik |
Schneis |
Schneit
 
Schneida |
Schneide |
Schneidh |
Schneidl |
Schneidm |
Schneidr |
Schneidt
 
Schneidem |
Schneiden |
Schneider |
Schneidew
 
Schneider, A |
Schneider, B |
Schneider, C |
Schneider, D |
Schneider, E |
Schneider, F |
Schneider, G |
Schneider, H |
Schneider, I |
Schneider, J |
Schneider, K |
Schneider, L |
Schneider, M |
Schneider, N |
Schneider, O |
Schneider, P |
Schneider, R |
Schneider, S |
Schneider, T |
Schneider, U |
Schneider, V |
Schneider, W |
Schneider, Y |
Schneiderb |
Schneidere |
Schneiderf |
Schneiderh |
Schneiderl |
Schneiderm |
Schneidero |
Schneiders |
Schneiderw
Die Liste der Biografien führt alle Personen auf, die in der deutschsprachigen Wikipedia einen Artikel haben. Dieses ist eine Teilliste mit 60 Einträgen von Personen, deren Namen mit den Buchstaben „Schneider, S“ beginnt.

## Schneider, S

### Schneider, Sa
- Schneider, Sabina (1831–1891), Benediktinerin, Klostergründerin
- Schneider, Sabine (* 1950), deutsche Kunstwissenschaftlerin und Denkmalpflegerin
- Schneider, Sabine (* 1956), deutsche Malerin, Grafikerin, Kunst- und Kulturvermittlerin
- Schneider, Sabine (* 1966), deutsche Literaturwissenschaftlerin
- Schneider, Sabrina (* 1983), deutsche Fußballspielerin
- Schneider, Sacha (* 1972), luxemburgischer Fußballspieler
- Schneider, Samuel (* 1995), deutscher SchauspielerSamuel Schneider (* 1995)

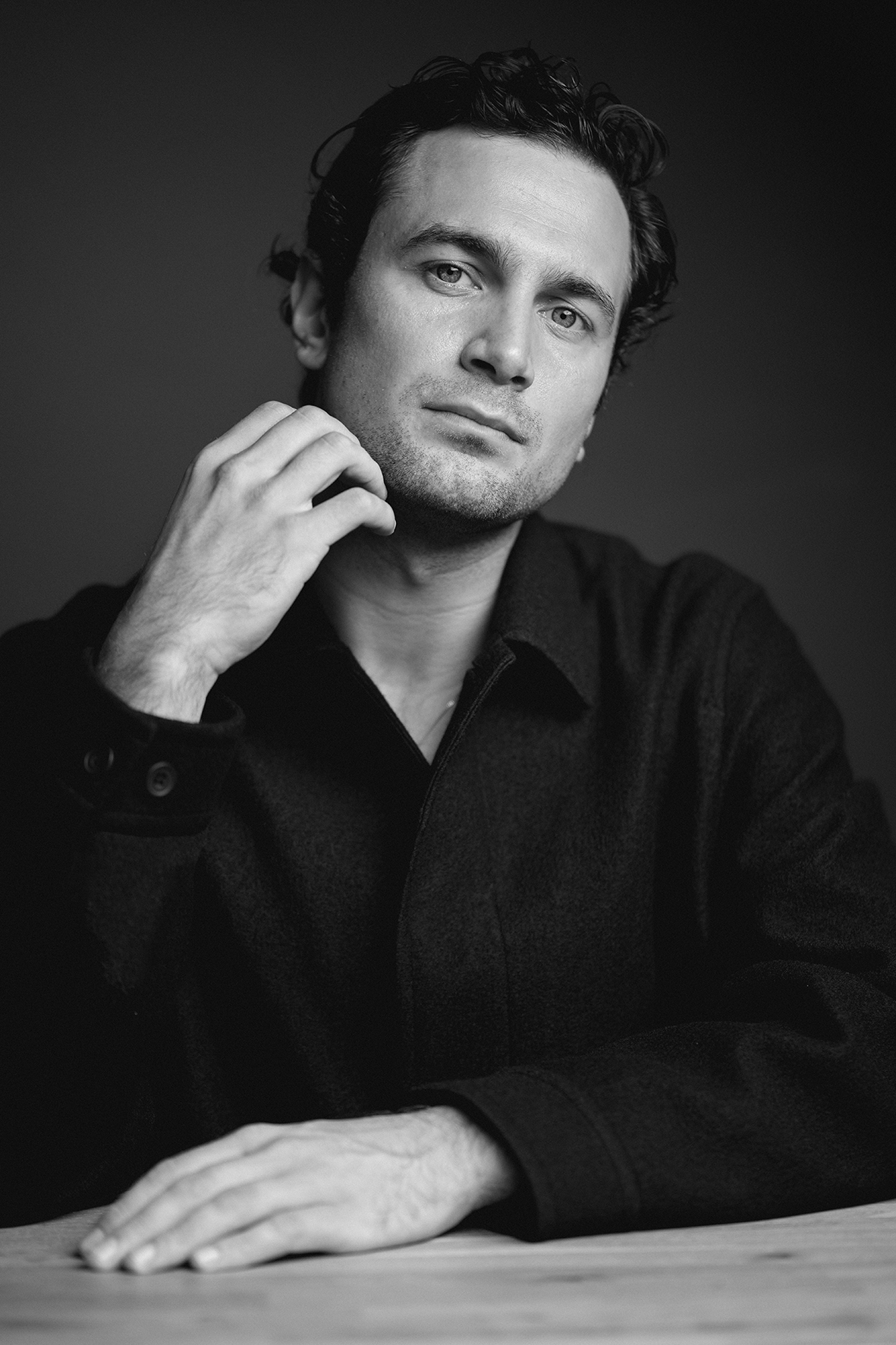
Samuel Schneider (* 1995)

- Schneider, Sandra Maren (* 1988), deutsche Schauspielerin, Sprecherin, Schriftstellerin und Drehbuchautorin
- Schneider, Sarah (* 1996), deutsche Volleyball- und Beachvolleyballspielerin
- Schneider, Sascha (1870–1927), deutscher Maler, Bildhauer und Hochschullehrer, Illustrator der Bücher von Karl May
- Schneider, Sascha (* 1976), deutscher Karateka
- Schneider, Saskia, deutsche Konzertflötistin

### Schneider, Se
- Schneider, Sebastian (* 1963), deutscher katholischer Theologe
- Schneider, Sebastian (* 1985), deutscher Handballspieler und -trainer
- Schneider, Sebastian (* 1991), deutscher Schauspieler
- Schneider, Sepp (* 1991), österreichischer Nordischer Kombinierer
- Schneider, Severin (1931–2018), österreichischer Benediktinerpater und Pädagoge

### Schneider, Si
- Schneider, Siegbert (* 1913), sudetendeutscher Jurist und Kommunalpolitiker (NSDAP)
- Schneider, Siegfried (1894–1935), deutscher Franziskaner-Pater und Verfasser christlicher Literatur; Former der Krippenbewegung im deutschsprachigen Raum
- Schneider, Siegfried (* 1937), deutscher Journalist, Autor und Drehbuchautor
- Schneider, Siegfried (* 1939), deutscher Volleyballspieler und -trainer
- Schneider, Siegfried (1946–2016), deutscher Kommunalpolitiker (CDU) und Bürgermeister
- Schneider, Siegfried (* 1956), deutscher Politiker (CSU), MdL
- Schneider, Siegfried (1958–2010), deutscher Fußballspieler
- Schneider, Sieglinde, deutsche Sängerin (dramatischer Sopran)
- Schneider, Siegmar (1916–1995), deutscher Schauspieler und Synchronsprecher
- Schneider, Sigrid (1928–1995), deutsche Politikerin (FDP), MdL
- Schneider, Silke (* 1967), deutsche Juristin und Politikerin (Bündnis 90/Die Grünen)
- Schneider, Silvana E. (* 1953), deutsche Autorin und Lyrikerin
- Schneider, Silvia (* 1962), deutsche Psychologin
- Schneider, Silvia (* 1982), österreichische FernsehmoderatorinSilvia Schneider (* 1982)

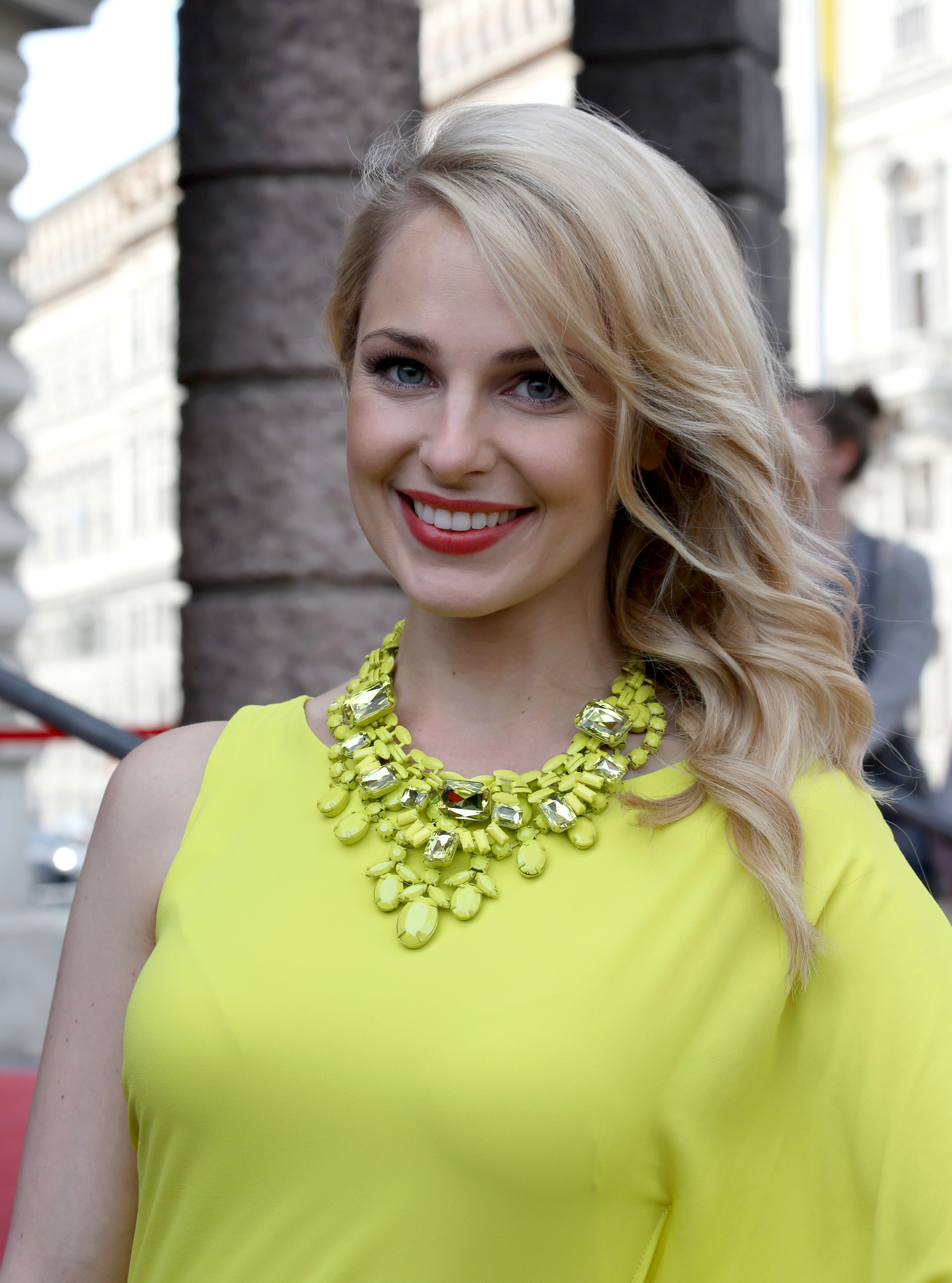
Silvia Schneider (* 1982)

- Schneider, Silvio (* 1969), deutscher Gitarrist
- Schneider, Simon (* 1996), deutscher Moderator und Filmemacher
- Schneider, Simone (* 1971), deutsche Verwaltungsjuristin

### Schneider, Sk
- Schneider, Skylar (* 1998), US-amerikanische Radrennfahrerin

### Schneider, So
- Schneider, Sophia (* 1997), deutsche Biathletin
- Schneider, Sophie (1866–1942), deutsche Malerin

### Schneider, St
- Schneider, Stefan (* 1956), deutscher Jurist, Richter am Bundesfinanzhof
- Schneider, Stefan (* 1962), deutscher Stadionsprecher und Radiomoderator
- Schneider, Stefan (* 1969), deutscher Regattasegler
- Schneider, Stefan (* 1977), deutscher Politiker (CDU)
- Schneider, Stefan (* 1980), deutscher Volleyball- und Beachvolleyballspieler
- Schneider, Stefan Maria (* 1980), deutscher Filmkomponist, Musiker und Produzent
- Schneider, Stefanie (* 1961), Journalistin und Medienmanagerin (SWR)
- Schneider, Steffen (* 1970), deutscher Romanist
- Schneider, Steffen (* 1988), deutscher Fußballspieler
- Schneider, Stephan (1878–1952), österreichischer Landwirt und Politiker (SDAP), MdL (Burgenland)
- Schneider, Stephan Marc (* 1970), deutscher Komponist
- Schneider, Stephan Paul (* 1958), deutscher Künstler
- Schneider, Stephanie (* 1972), deutsche Schriftstellerin
- Schneider, Stephanie (* 1990), deutsche Bobsportlerin
- Schneider, Stephen (1945–2010), US-amerikanischer Klimatologe
- Schneider, Steven (* 1974), US-amerikanischer Filmproduzent

### Schneider, Su
- Schneider, Susanne (* 1952), deutsche Drehbuchautorin und Filmregisseurin
- Schneider, Susanne (* 1967), deutsche Politikerin (FDP), MdL
- Schneider, Susanne A. (* 1978), deutsche Neurologin

### Schneider, Sv
- Schneider, Sven (* 1972), deutscher Chemiker

### Schneider, Sy
- Schneider, Sydney (* 1999), US-amerikanisch-jamaikanische Fußballtorhüterin
- Schneider, Sylk (* 1966), deutscher Autor und Museumsleiter
- Schneider, Sylvia, deutsche Kanutin